# Анежка Пржемысловна
Анежка Пржемысловна или Агнесса Богемская (Агнешка; чеш. Anežka Přemyslovna, пол. Agnieszka Przemyślidka; 1305—1337) — чешская принцесса, единственная дочь (и ребёнок) короля Чехии Вацлава II и его второй жены Эльжбеты Рыксы.

## Биография
Эльжбета организовала брак своей дочери Анежки и Генриха I Яворского. Свадьба состоялась в 1316 году, однако, поскольку они были дальними родственниками, было необходимо папское разрешение. Разрешение было получено только через девять лет, в 1325 году. Зять Анежки, король Чехии Иоганн Люксембургский, наряду с мужем единокровной сестры Анежки Маркеты Болеславом III Расточителем, выступал против брака, так как он усиливал позиции Генриха.
Вскоре после свадьбы и с согласия Эльжбеты Генрих I вместе со своими войсками отправился в Градец-Кралове, который был приданым Анежки, где организовал вылазки в поддержку мятежников против короля Иоганна.
Анежка была беременна лишь единожды — беременность закончилась выкидышем на первом триместре, когда она упала с лошади. Этот несчастный случай приковал её к кровати на много месяцев. Анежка умерла в 1337 году, всего через два года после своей матери и за девять лет до своего мужа.